# Apocellus gracilicornis
Apocellus gracilicornis är en skalbaggsart som beskrevs av Thomas Casey 1885. Apocellus gracilicornis ingår i släktet Apocellus och familjen kortvingar. Inga underarter finns listade i Catalogue of Life.